# Stanley Ces
Stanley Ces, né le 7 juin 1985 à Paris 14e, est un joueur de volley-ball français. Il mesure 1,98 m et joue Attaquant. Il est le frère d'Andy Ces et de Kévin Ces, joueurs de l'équipe de France de beach-volley.